# San Esteban de Gormaz
San Esteban de Gormaz é um município da Espanha na província de Sória, comunidade autónoma de Castela e Leão, de área 406,71 km² com população de 3263 habitantes (2006) e densidade populacional de 8,12 hab/km².

## Demografia
| Variação demográfica do município entre 1991 e 2004 | Variação demográfica do município entre 1991 e 2004 | Variação demográfica do município entre 1991 e 2004 | Variação demográfica do município entre 1991 e 2004 |
| --------------------------------------------------- | --------------------------------------------------- | --------------------------------------------------- | --------------------------------------------------- |
| 1991                                                | 1996                                                | 2001                                                | 2004                                                |
| 3567                                                | 3426                                                | 3301                                                | 3299                                                |